# جامعة باتراس
جامعة باتراس (باليونانية: Πανεπιστήμιο Πατρών، وتنطق بان إبيستيميو باترون) هي جامعة يونانية مقرها مدينة باتراس. تأسست عام 1964، وكان مقرها عند تأسيسها في وسط المدينة، ثم انتقل إلى بلدية ريو المجاورة، وهي واحدة من أكبر جامعات اليونان مساحة، إذ تشغل حوالي 4.5 كيلومتر مربع.

## وصلات خارجية
- الموقع الرسمي للجامعة (باليونانية)